# Radocza
Radocza is een dorp in de Poolse woiwodschap Klein-Polen. De plaats maakt deel uit van de gemeente Tomice en telt 1997 inwoners.

## Verkeer en vervoer
- Station Radocza